# Уфа
 Тази статия е за града.  За реката вижте Уфа (река).  
Уфа̀ (на татарски: Уфа; на башкирски: Өфө, Йофьо) е град в Русия, столица на Република Башкирия. Населението му към 2020 г. възлиза на 1 128 787 души. Основан е като крепост през 1574 г. По-късно става столица на Уфимската губерния. Претърпява бурно развитие през 20 век. Развити са нефтопреработвателната, химическата и машиностроителната промишлености.

## История
Има доказателства за човешко поселение на територията на Уфа, датиращи от палеолитни времена. От 5 до 16 век на днешното му място вече е докладвано наличието на селище. По това време той се нарича Паскерти. Ибн Халдун го нарича Башкорт и го описва като един от най-големите градове на Златната орда. Руските историци от 18 век отбелязват, че на територията на Уфа вече е имало голям пред и преди пристигането на руснаците.
В днешно време се счита, че Уфа е основан през 1574 година на мястото на крепостта Тура-Тау, построена по заповед на Иван Грозни. През 1586 г. получава статут на град.
Преди да бъде превърнат в седалище на Уфимската губерния през 1781 г., градът и останалите башкирски земи попадат под юрисдикцията на управителите на Оренбург. През 1796 г. значението на града е увеличено дори още – под негов контрол вече попадат територии от днешните Башкортостан, Оренбургска област и Челябинска област. Водният транспорт по река Белая (1870) и железницата до Самара и Златоуст (1890) свързват града с европейската част на Руската империя и допринасят за развиването на леката промишленост в града. Така, към 1913 г. населението на града вече е нараснало до 100 000 души.
По време на Втората световна война, докато съветските сили се изтеглят назад през 1941 г., в града действат агенти на немския Абвер до 1943 г. По това време редица промишлени предприятия от западните части на Съветския съюз са преместени в Уфа.

## География
Градът е разположен при вливането на река Белая в река Уфа, върху ниски хълмове, образуващи Уфимското плато, западно от южната част на Урал. Площта на града е 707,93 km2.

### Климат
Климатът в града е умереноконтинентален. Зимите са студени, а летата – горещи.
| Климатични данни за Уфа               | Климатични данни за Уфа | Климатични данни за Уфа | Климатични данни за Уфа | Климатични данни за Уфа | Климатични данни за Уфа | Климатични данни за Уфа | Климатични данни за Уфа | Климатични данни за Уфа | Климатични данни за Уфа | Климатични данни за Уфа | Климатични данни за Уфа | Климатични данни за Уфа | Климатични данни за Уфа |
| Месеци                                | яну.                    | фев.                    | март                    | апр.                    | май                     | юни                     | юли                     | авг.                    | сеп.                    | окт.                    | ное.                    | дек.                    | Годишно                 |
| Абсолютни максимални температури (°C) | 5,8                     | 9,2                     | 16,2                    | 31,1                    | 36,2                    | 38,3                    | 38,6                    | 38,5                    | 33,4                    | 26,8                    | 15,4                    | 5,0                     | 38,6                    |
| Средни максимални температури (°C)    | −8,2                    | −6,8                    | 0,2                     | 10,9                    | 19,9                    | 24,6                    | 25,9                    | 23,5                    | 17,2                    | 8,7                     | −1                      | −6,9                    | 9,0                     |
| Средни температури (°C)               | −12,3                   | −11,8                   | −5,1                    | 5,2                     | 13,2                    | 18,1                    | 19,7                    | 17,2                    | 11,3                    | 4,6                     | −4,2                    | −10,7                   | 3,8                     |
| Средни минимални температури (°C)     | −17                     | −17                     | −10,4                   | −0,1                    | 6,8                     | 11,9                    | 13,7                    | 11,6                    | 6,5                     | 1,1                     | −7,5                    | −14,9                   | −1,3                    |
| Абсолютни минимални температури (°C)  | −48,5                   | −43,5                   | −34,4                   | −27,8                   | −9,7                    | −1,2                    | 1,4                     | −0,1                    | −6,8                    | −25,6                   | −35,1                   | −45                     | −48,5                   |
| Средни месечни валежи (mm)            | 48                      | 39                      | 32                      | 33                      | 47                      | 67                      | 55                      | 58                      | 51                      | 58                      | 52                      | 51                      | 590                     |
| ------------------------------------- | ----------------------- | ----------------------- | ----------------------- | ----------------------- | ----------------------- | ----------------------- | ----------------------- | ----------------------- | ----------------------- | ----------------------- | ----------------------- | ----------------------- | ----------------------- |
| Източник: Погода и Климат             |                         |                         |                         |                         |                         |                         |                         |                         |                         |                         |                         |                         |                         |

## Население
Населението на Уфа преминава един милион души през 1980 г. В днешно време, населението му възлиза на 1 128 787 души, което го прави 11-тият най-населен град в Русия. Към 2009 г., в него живеят 25,4% от всички жители на Башкортостан.
| 1650      | 1718      | 1811      | 1840      | 1863      | 1886      | 1897      |
| --------- | --------- | --------- | --------- | --------- | --------- | --------- |
| 700       | 5600      | 9200      | 16 500    | 16 500    | 27 000    | 49 275    |
| 1913      | 1920      | 1926      | 1931      | 1933      | 1939      | 1956      |
| 100 700   | 92 800    | 98 537    | 123 446   | 167 900   | 250 011   | 265 000   |
| 1959      | 1970      | 1979      | 1982      | 1989      | 1992      | 1996      |
| 546 878   | 770 905   | 969 289   | 1 023 000 | 1 082 052 | 1 097 000 | 1 094 000 |
| 2000      | 2003      | 2006      | 2009      | 2012      | 2015      | 2018      |
| 1 091 200 | 1 043 306 | 1 029 616 | 1 024 842 | 1 072 291 | 1 105 667 | 1 120 547 |

Към 2010 г. етническия състав на града е:
| Етнос    | Брой    | Процент |
| -------- | ------- | ------- |
| Руснаци  | 494 723 | 48,9%   |
| Татари   | 286 409 | 28,3%   |
| Башкири  | 172 794 | 17,1%   |
| Украинци | 12 485  | 1,2%    |
| Други    | -       | 4,5%    |

## Икономика
Според данни на Форбс, през 2013 г. Уфа се нарежда като първия град в Русия по бизнес възможности. Основните предприятия в града са в нефтопреработвателната, химическата и машиностроителната промишлености. Градът е дом на 200 големи и средни фирми.

## Транспорт
Уфа е свързан с железопътни линии до останалите части на страната. Едно от историческите разклонения на Транссибирската железница води към Уфа. До Москва водят две магистрали. Международно летище Уфа осъществява редовни полети до Турция, Таджикистан, Египет, Азербайджан, Узбекистан и Кипър, както и множество вътрешни полети.
Градският транспорт включва трамваи (от 1937 г.), тролейбуси (от 1962 г.) и автобуси. Тече подготовка за строителство на метро.

## Побратимени градове
Уфа е побратимен с:
- Анкара, Турция
- Хале, Германия
- Бишкек, Киргизстан
- Минск, Беларус
- Шънян, Китай
- Цицихар, Китай
- Нанчан, Китай
- Хъфей, Китай

## Личности
Родени в Уфа
- Сергей Аксаков (1791 – 1859), руски писател и обществен деец;
- Сергей Довлатов (1941 – 1990), руски писател и журналист;
- Земфира (1976 – ), руска певица;
- Даниил Квят (1994 – ), руски автомобилен пилот.

## Спорт
Отборът на клуба „Салават Юлаев“ по хокей на лед от Уфа участва в Континенталната хокейна лига.